# Wake – Ich weiß, was du letzte Nacht geträumt hast
Wake – Ich weiß, was du letzte Nacht geträumt hast ist ein Roman von Lisa McMann. In ihm geht es um die siebzehnjährige Janie Hannagan und ihre Fähigkeit, anderer Leute Träume zu sehen. Der Roman spielt in Janies Highschool, wo sie im Abschlussjahr auf eine rätselhafte, ältere Frau trifft und mit Carl zusammentrifft, einem Einzelgänger, von dem behauptet wird ein Drogendealer an der Fieldridge High School zu sein. Das Buch ist in einer Art Tagebuchform geschrieben, die Daten und die Uhrzeit sind jeweils für ein Ereignis angegeben. Der Nachfolger des Buches heißt im englischen Original Fade und erhielt im deutschen den Titel DREAM – Ich weiß, was du letzte Nacht geträumt hast. Das dritte Buch der Serie Gone erschien in Deutschland unter dem Titel SLEEP – Ich weiß, was du letzte Nacht geträumt hast. Wake stieg direkt in die New-York-Times-Bestsellerliste für Kinderbücher ein und erhielt zahlreiche Auszeichnungen für jugendliche Literatur.

## Hauptcharaktere
- Janie Hannagan, weiblicher Protagonist. Eine 17-jähriges Mädchen, dessen besondere Fähigkeit für andere unbekannt ist. Sie hat die Fähigkeit in die Träume anderer Leute zu gehen und diese zu verändern. Mit dieser Kraft, ist es ihr möglich, dass andere Menschen Frieden mit ihren Träumen finden können. Sie hilft auch der Polizei bei einer Drogen-Mission.
- Carl, ein Einzelgänger mit schwieriger Vergangenheit, einschließlich Kindesmisshandlung. Entwickelt eine romantische Beziehung zu Janie und ist der einzige der ihr Geheimnis kennt. Spielt erst eine größere Rolle gegen Ende der Geschichte. Er hat eine verdeckte Identität und hilft der Polizei bei Drogenmissionen. Er wird außerdem von Träumen geplagt, in denen er einen Mann tötet. Später findet Janie heraus, dass dieser Mann sein Vater ist.
- Carrie, Janies beste Freundin, die sich normalerweise mit den reicheren Kindern abgibt. Sie ist auch Melindas beste Freundin. Sie hat wiederkehrende Albträume von dem Tod ihres jüngeren Bruders, welcher ertrank. Sie wird am Ende in die Drogenüberführung verwickelt.
- Miss Stubin, eine ältere Frau, die in Heather Home lebt, wo Janie arbeitet. Sie ist auch ein „Traumfänger“, sie hilft Janie ihre Fähigkeiten wahrzunehmen.
- Captain, Carls Boss und diejenige die für die Drogenüberführung verantwortlich ist.
- Melinda, Carries andere beste Freundin, die eine starke Ablehnung gegen Janie hat.

## Handlung
Das Buch beginnt mit mehreren Rückblenden, die alle auf Janies außerordentliche Fähigkeiten hindeuten, und wo sie am heutigen Tage steht. Janie Hannagan ist eine unabhängige 17-jährige Schülerin an der Fieldridge High School. Sie lebt zusammen mit ihrer alkoholkranken Mutter und versucht, Wege zu finden, um ihr Collegestudium zu finanzieren. Was Janie von Gleichaltrigen unterscheidet, ist ihre Fähigkeit, die Träume anderer Leute mitzuerleben. Janie entdeckt diese Fähigkeit im Alter von acht Jahren, als sie den Traum eines Geschäftsmannes miterlebt, der in Unterwäsche eine Präsentation hält. Von diesem Tage an erlebt sie es wie einen Fluch, ständig anderer Leute Träume und Albträume miterleben und -leiden zu müssen, und Einblick in Ängste und Wünsche zu bekommen. Janie kommt auf diese Weise hinter die Geheimnisse ihrer Mitmenschen, aber sie kann sich niemandem anvertrauen, da jeder denken würde, sie wäre verrückt. Immer wenn jemand in einer gewissen Entfernung zu Janie einschläft, ist sie automatisch gelähmt, blind und wird in den Traum der Person hineingezogen. Die Leute in dem Traum bitten sie üblicherweise um Hilfe, doch sie weiß nicht, was sie tun soll. All diese Vorfälle werden ein Problem für Janie, besonders in ihren Abschlussjahren, weil sie die Situationen meist nicht kontrollieren kann. Ihre Mitmenschen werden aufgrund ihres seltsamen Verhaltens misstrauisch, insbesondere Carl. Während die meisten Klassenkameraden typische Träume von jugendlichen Ängsten haben, hat Carl, der mysteriöse Einzelgänger, furchteinflößende Träume, die Janie nicht verkraften kann.
Nach mehreren Begegnungen verlieben sich Janie und Carl auf einem Klassenausflug nach Kanada. In dieser Zeit bemerkt Carl Janies Fähigkeiten. Obwohl Carl Janie dabei hilft, ihr Geheimnis zu beschützen, hält ihre Beziehung dem Druck durch andere Leute, die Geheimhaltung und Carls wachsendem Ruf als Drogendealer nicht stand.
Doch als Janie und Carl auseinandergehen, wächst ihr Verlangen nach dem jeweils anderen. Als Carl sich von Janie abzulösen und weiter in den Drogenhandel einzutauchen scheint, bemerkt Janie, dass die Dinge nicht immer so sind, wie sie scheinen, und sie nun in der Lage ist, ihre Kräfte einzusetzen, um anderen Leuten zu helfen.
Mit der Hilfe von Miss Stubin in Heather Home entdeckt Janie, dass sie eine „Traumfängerin“ ist und sie die Kraft hat, anderen Leuten mit ihren Träumen zu helfen, von denen sie verfolgt werden.
Höhepunkt der Geschichte ist, als Carl, zusammen mit anderen Schülern der Fieldridge und Eltern, wegen Rauschgiftmissbrauch verhaftet wird. Janie erlebt einen Traum mit, der der Polizei hilft und ihr erlaubt, ihre Freunde zu befreien.

## Auszeichnungen
- 2008: American Library Association bestes Buch für junge Erwachsene[2]
- 2008: Cybil Award Finalist[3]
- 2009: American Library Association Top 10 Quick Picks for Reluctant Young Readers[4]

## Entstehung
Die Inspiration für den Roman kam durch einen Traum der Autorin. „Ich hatte einen Traum, bei dem ich in dem Traum meines Mannes war und sah was er träumte. Als ich aufwachte, schrieb ich es auf und das beschäftigte mich den folgenden Monat. Langsam entwickelte sich die Idee für das Buch und dessen Hauptcharakter, Janie. Als ich anfing zu schreiben, konnte ich nicht aufhören.“

## Hörbuch
Als Hörbuch ist Wake mit den Stimmen von Friederike Kempter (Erzählerin) und Jona Mues (Carl) vom Verlag Audiolino aufgenommen worden.

## Verfilmung
Das Drehbuch für die Verfilmung von Paramount Pictures und MTV Films ist zurzeit in Arbeit. Es wird von Christopher B. Landon geschrieben. Miley Cyrus wurde bestätigt die Rolle von Janie zu übernehmen.
Drehbuchschreiber Christopher Landon (Disturbia, Paranormal Activity 2) sprach mit „Shock Till You Drop“ über sein Debüt der Horror-Anthologie „Burning Palms“ und gab Neuigkeiten über sein nächstes Projekt bekannt. WAKE, ein übernatürlicher Thriller, der auf der Bücherserie von Lisa McMann basiert.
Obwohl das Ursprungsmaterial für Jugendliche gedacht ist, sagte Landon, dass die Filmversion nicht stark vom Horror Genre abweiche.